# Charles Gleyre

Charles Gleyre

Marc-Charles-Gabriel Gleyre (* 2. Mai 1806 in Chevilly im Kanton Waadt; † 5. Mai 1874 in Paris) war ein Schweizer Maler.

## Leben
Charles Gleyre genoss eine Kunstausbildung in Lyon und Paris, wo er u. a. bei Richard Parkes Bonington Aquarelltechnik lernte. Danach begab er sich 1828 nach Italien, wo er in das Wesen der verschiedenen Schulen einzudringen suchte und Giotto mit derselben Sorgfalt kopierte wie Raffael sowie mehrere historische Genrebilder malte. Von Italien ging er 1834 als Reisebegleiter und Zeichner des Industriellen John Lowell aus Boston über Süditalien, Malta, Korfu und die Türkei bis in den Orient und besuchte Ägypten, Abessinien, Syrien. Auf seinen Reisen zeichnete er Sehenswürdigkeiten, Landschaften, Trachten und Volksszenen nach der Natur.

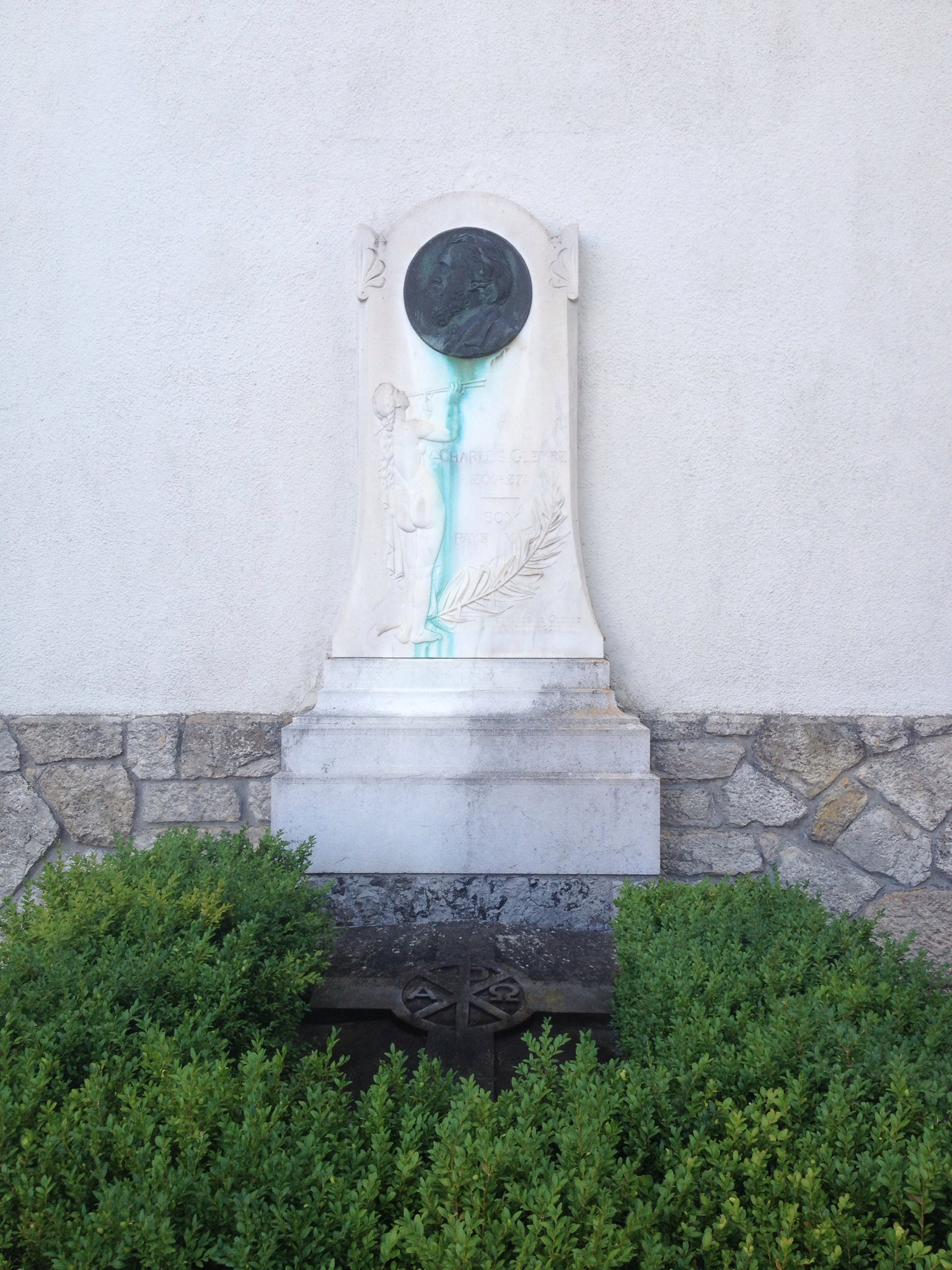
Grab von Charles Gleyre in Chevilly

Nachdem er krankheitsbedingt die Orientreise abbrechen musste, kam er 1838 nach Paris zurück. Vor das Publikum trat Gleyre zum ersten Mal 1840 im Pariser Salon mit dem Gemälde Johannes auf der Insel Patmos. Einen durchschlagenden Erfolg errang er 1843 mit dem Le Soir (Abend), einem Motiv vom Nil, das einen Dichter darstellt, der vom Ufer aus die personifizierten Träume seiner Jugend in einem Kahn davonfahren sieht (auch genannt Les illusions perdues – Die verlorenen Illusionen).
Er suchte sich fortan seinen eigenen Weg, indem er Kraft des Ausdrucks und Tiefe der Empfindung mit poetischer Idealität verband. Er malte religiöse, historische und mythologische Bilder, wobei er in letzteren romantische Stimmung mit der strengen, stilvollen Formensprache der Antike verband.

## Hauptwerke
- La reine de Saba / Die Königin von Saba (1839)
- Femme turque (Dudo Narikos) / Türkische Frau (Dudo Narikos) (1840)
- Die Trennung der Apostel (1845 in der Kirche von Montargis)
- Die Nymphe Echo (1846)
- La danse des Bacchantes (Der Tanz der Bacchantinnen) (1849)
- Le Majeur Davel (Der Tod des Majors Davel) (1850; 1980 bei einem Brand vernichtet)
- Boas und Ruth
- Der Triumph des Helvetiers Divico über die Römer (1858)
- Herakles und Omphale (1863)
- Pentheus von den Mänaden verfolgt (1864)
- Die Zauberin (1868)
- Junge Frau in pompejanischem Interieur. Sappho (1867)
- Visite de la Reine de Saba (Besuch der Königin von Saba) (1871–1875)

## Bildergalerie

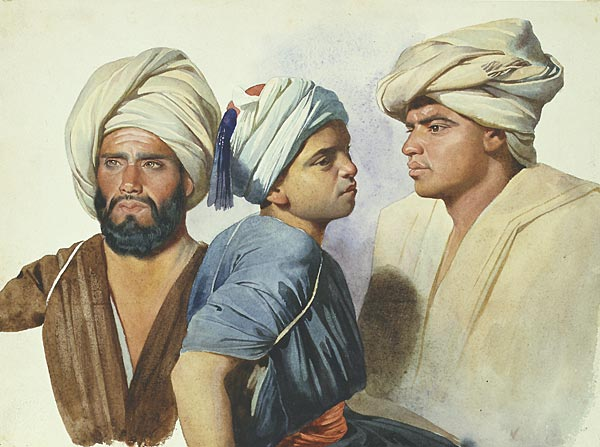
Drei Fellachen, (1835) Musée cantonal des Beaux-Arts de Lausanne
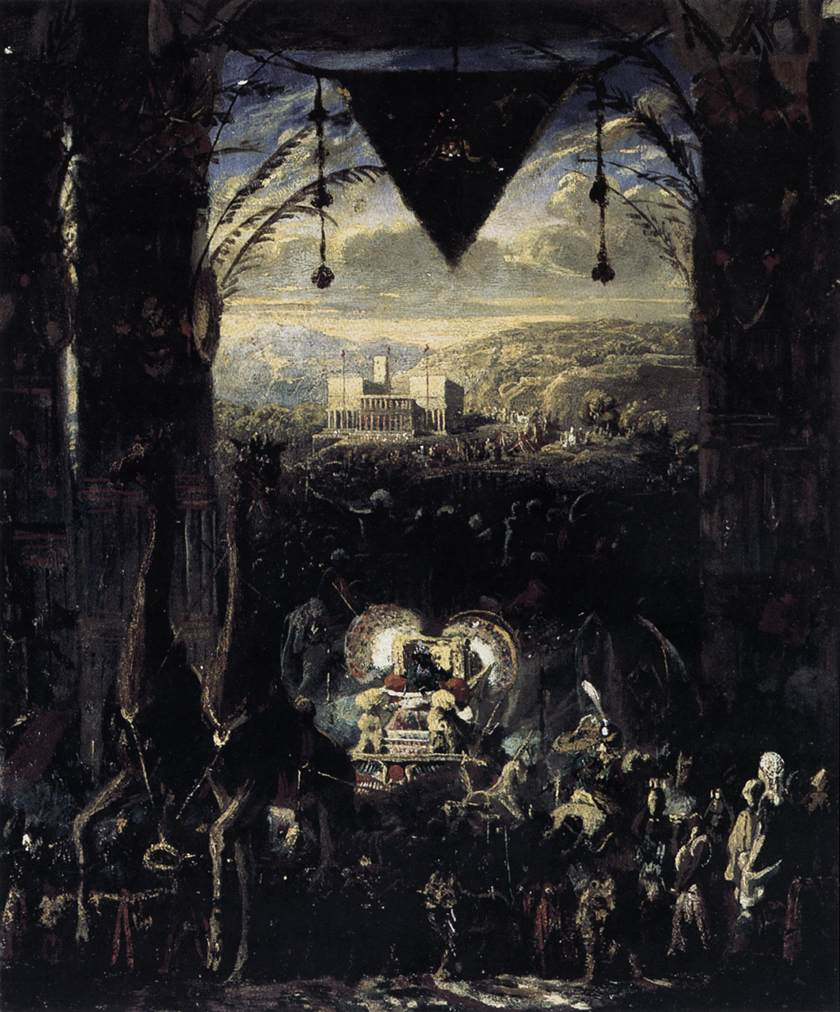
Die Königin von Sheba, (1838), Musée cantonal des Beaux-Arts de Lausanne
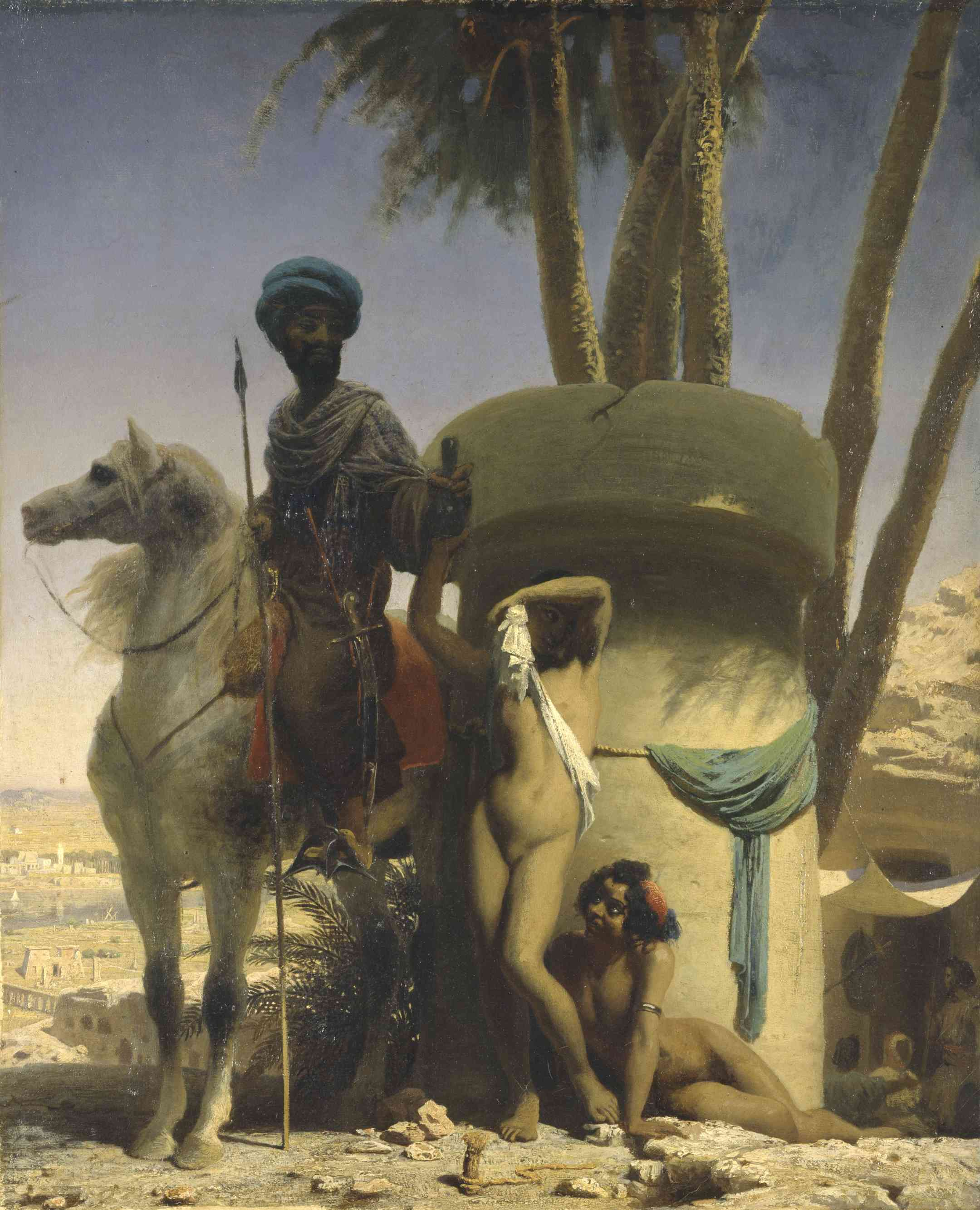
La Pudeur égyptienne (1838), Musée cantonal des Beaux-Arts de Lausanne
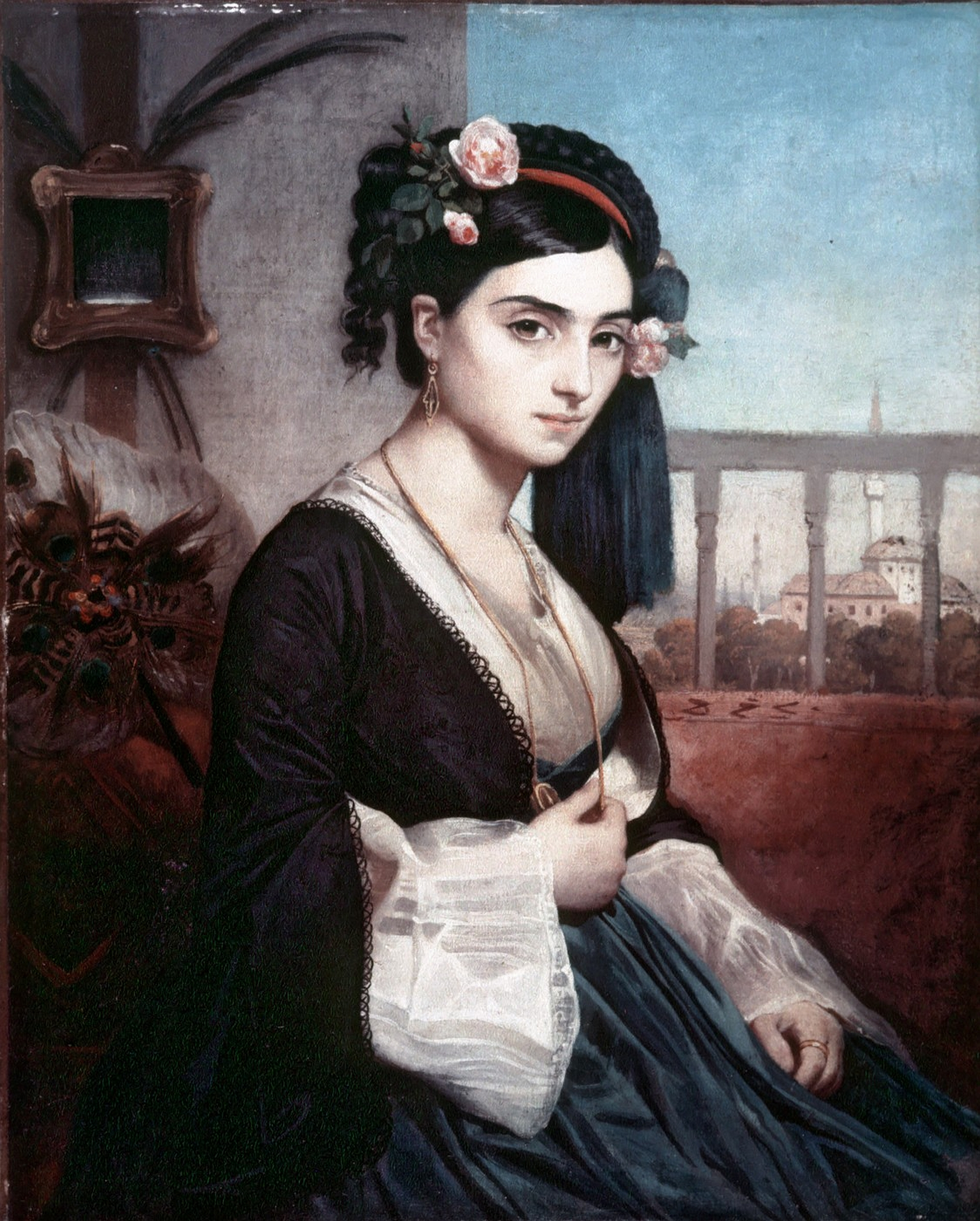
Femme turque (Dudo Narikos) (1840), Musée cantonal des Beaux-Arts de Lausanne
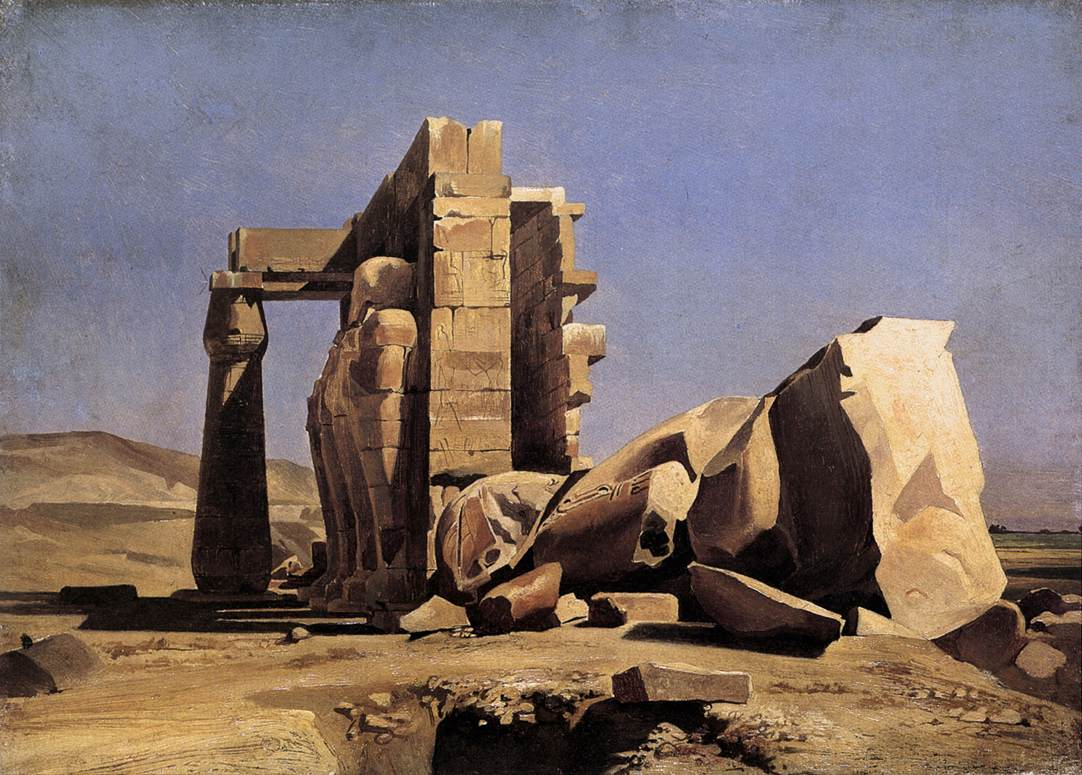
Ägyptischer Tempel (1840), Musée cantonal des Beaux-Arts de Lausanne
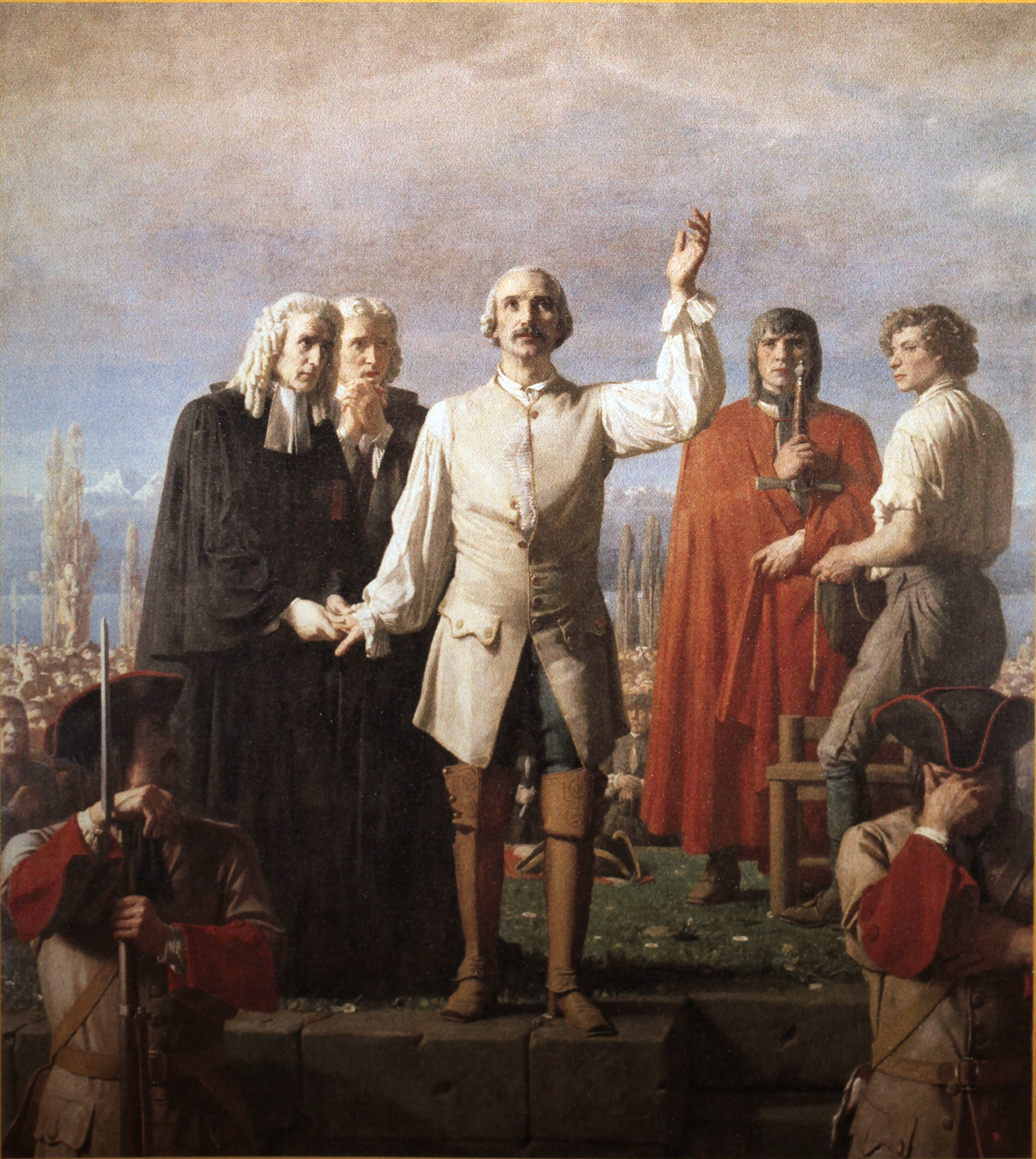
Der Major Davel vor seiner Hinrichtung (1850), Waadtländisches Militärmuseum Morges
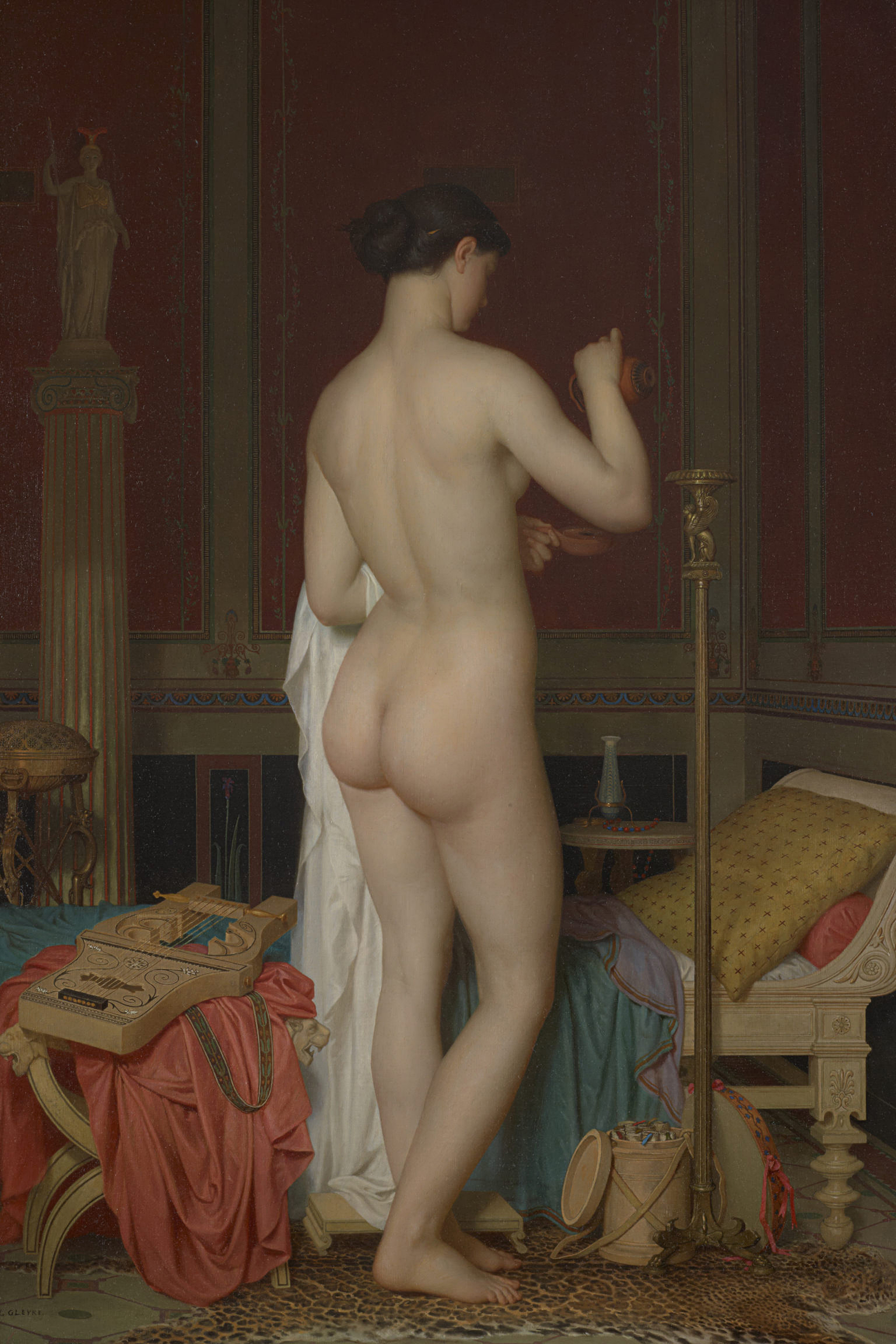
Jeune fille dans un intérieur pompéien. Sappho, deutsch: Junge Frau in pompejanischem Interieur. Sappho, 1867, Inventarnummer GKS475, Depositum der Gottfried Keller-Stiftung im Musée cantonal des Beaux-Arts de Lausanne
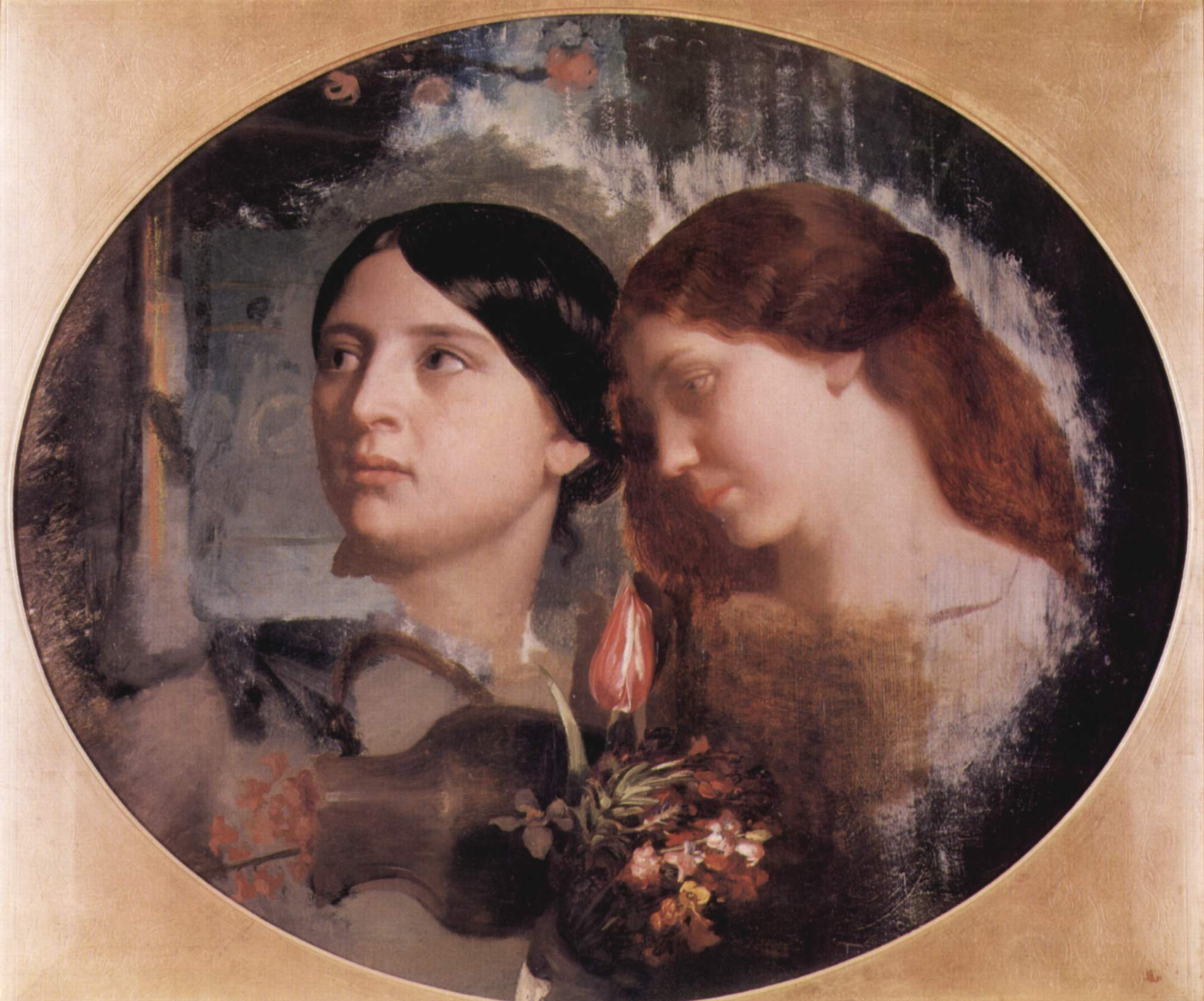
Zwei Frauen mit Blumenstrauss (1850),  Musée cantonal des Beaux-Arts de Lausanne
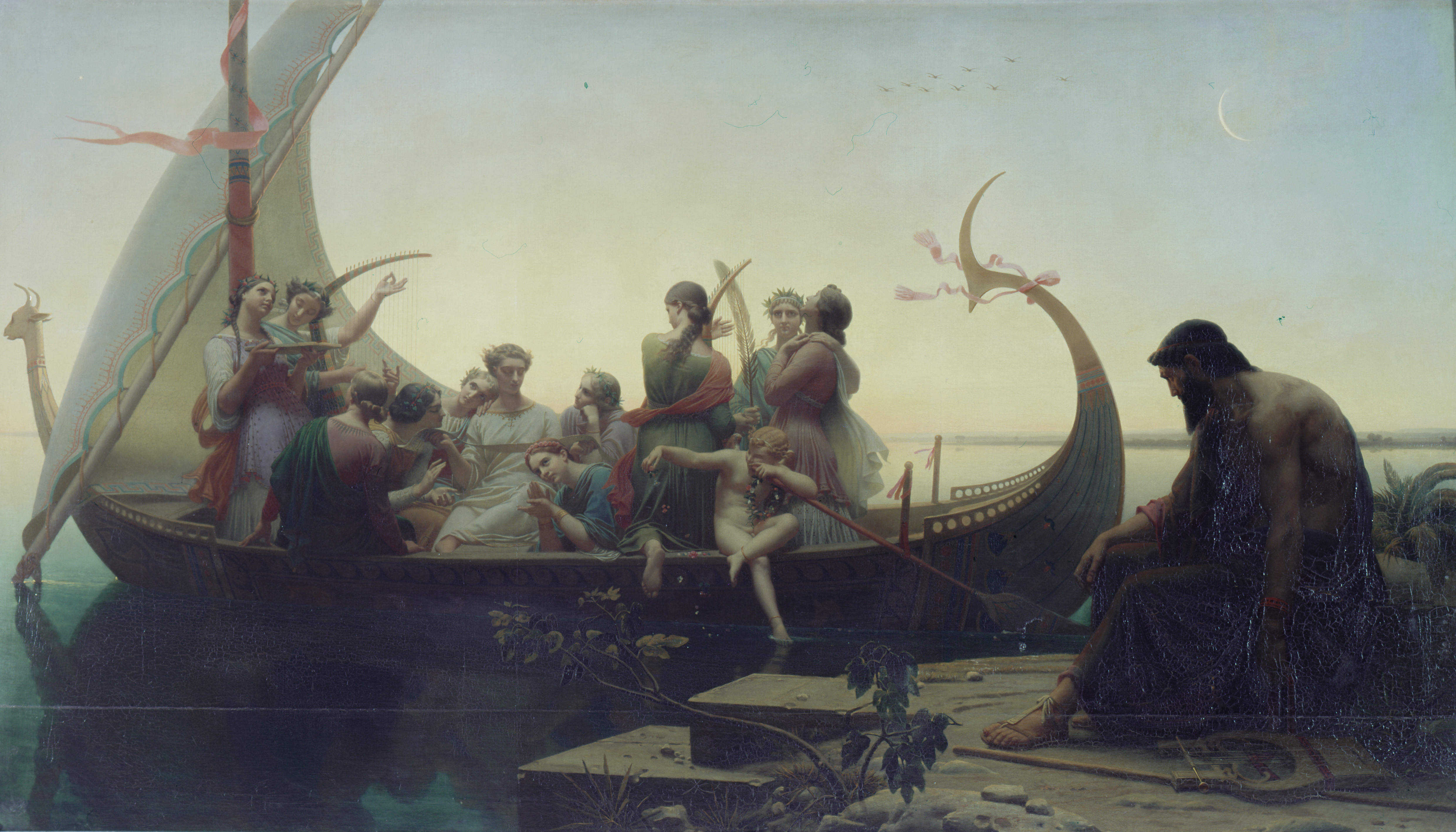
Le Soir ou Les Illusions perdues (1843), Musée du Louvre, Paris.
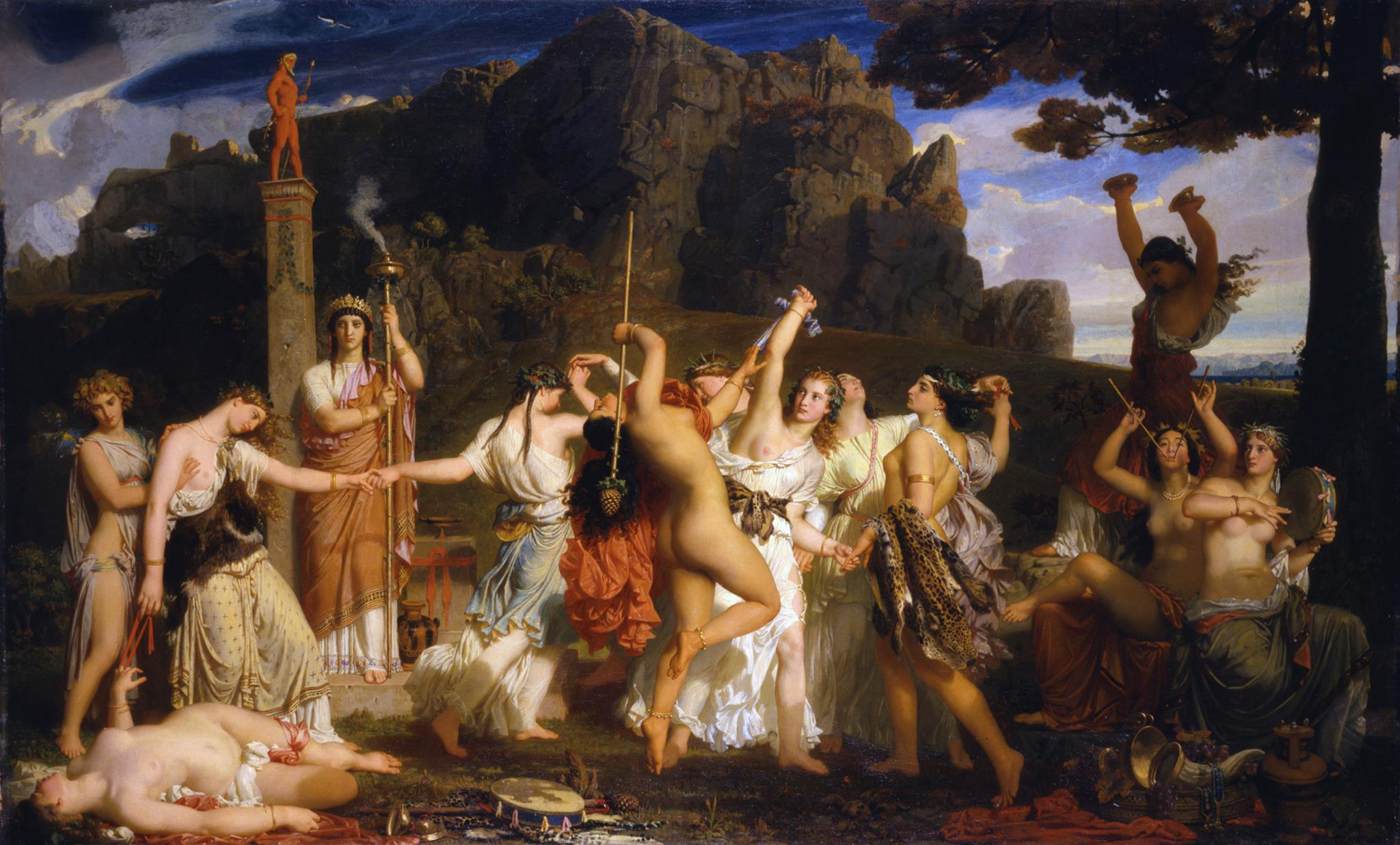
Charles Gleyre: La Danse des bacchantes, 1849, Depositum der Gottfried Keller-Stiftung im Musée cantonal des Beaux-Arts de Lausanne, Inventarnummer GKS1251

## Schüler
Gleyre war in der französischen Kunst einer der ersten Idealisten, welche ausserhalb der Schule von Ingres stehen, und wurde ein bekannter Lehrer; in seinem Atelier verkehrten u. a. Félix Thomas, Jean-Léon Gérôme, Albert Anker, Jean-Louis Hamon, Jean Lecomte du Noüy, Auguste Toulmouche, Edward Poynter, Claude Monet, Pierre-Auguste Renoir, Frédéric Bazille, Daniel Ridgway Knight, Alfred Sisley und James McNeill Whistler.